# Mortal Kombat X
 (juin 2015).
Si vous disposez d'ouvrages ou d'articles de référence ou si vous connaissez des sites web de qualité traitant du thème abordé ici, merci de compléter l'article en donnant les références utiles à sa vérifiabilité et en les liant à la section « Notes et références ».
Mortal Kombat X est un jeu vidéo de combat développé par NetherRealm Studios en collaboration avec High Voltage Software et édité par Warner Bros. Interactive Entertainment sur PlayStation 4, Xbox One, Windows, iOS et Android. Le jeu est sorti le 14 avril 2015.

## Histoire

### Chapitre 1 - Johnny Cage
(juin 2021).
La mise en forme du texte ne suit pas les recommandations de Wikipédia : il faut le « wikifier ».
Les points d'amélioration suivants sont les cas les plus fréquents. Le détail des points à revoir est peut-être précisé sur la page de discussion.
- Les titres sont pré-formatés par le logiciel. Ils ne sont ni en capitales, ni en gras.
- Le texte ne doit pas être écrit en capitales (les noms de famille non plus), ni en gras, ni en italique, ni en « petit »…
- Le gras n'est utilisé que pour surligner le titre de l'article dans l'introduction, une seule fois.
- L'italique est rarement utilisé : mots en langue étrangère, titres d'œuvres, noms de bateaux, etc.
- Les citations ne sont pas en italique mais en corps de texte normal. Elles sont entourées par des guillemets français : « et ».
- Les listes à puces sont à éviter, des paragraphes rédigés étant largement préférés. Les tableaux sont à réserver à la présentation de données structurées (résultats, etc.).
- Les appels de note de bas de page (petits chiffres en exposant, introduits par l'outil «  Source ») sont à placer entre la fin de phrase et le point final[comme ça].
- Les liens internes (vers d'autres articles de Wikipédia) sont à choisir avec parcimonie. Créez des liens vers des articles approfondissant le sujet. Les termes génériques sans rapport avec le sujet sont à éviter, ainsi que les répétitions de liens vers un même terme.
- Les liens externes sont à placer uniquement dans une section « Liens externes », à la fin de l'article. Ces liens sont à choisir avec parcimonie suivant les règles définies. Si un lien sert de source à l'article, son insertion dans le texte est à faire par les notes de bas de page.
- La présentation des références doit suivre les conventions bibliographiques. Il est recommandé d'utiliser les modèles {{Ouvrage}}, {{Chapitre}}, {{Article}}, {{Lien web}} et/ou {{Bibliographie}}. Le mode d'édition visuel peut mettre en forme automatiquement les références.
- Insérer une infobox (cadre d'informations à droite) n'est pas obligatoire pour parachever la mise en page.

Pour une aide détaillée, merci de consulter Aide:Wikification.
Si vous pensez que ces points ont été résolus, vous pouvez retirer ce bandeau et améliorer la mise en forme d'un autre article.
La Terre est attaqué par Shinnok et ses démons du Nether. Johnny Cage, Sonya Blade et Kenshi Takahashi voyagent en hélicoptère avec plusieurs soldats en direction du Temple Céleste de Raiden. Kenshi propose de faire un briefing de la mission, affirmant que Shinnok était sur le point de s'emparer la force vitale de la Terre, le Jinsei. Pendant le vol, l'hélicoptère est attaqué par Scorpion, qui massacre plusieurs soldats, y compris le pilote, avant de tenter de s'occuper de Johnny et de Kenshi. Tandis que Kenshi s’occupe de Scorpion, Sub-Zero massacre les soldats restants avant de s'en prendre à Johnny. La bataille culmine lorsque Johnny parvient à sortir Scorpion de l'hélicoptère, alors que Sonya fait s'écraser le véhicule endommagé. Johnny traite à la fois Scorpion et Sub-Zero sur le sol, avant de retrouver Sonya et Kenshi, tandis qu'ils se rendent au Temple Céleste à pied.
Au Temple Céleste, Raiden et Fujin, les Dieux de la Foudre et du Vent, tuent un nombre presque infini de démons, mais sont arrêtés quand Quan Chi apparaît avec les Revenants Kurtis Stryker, Sindel et Kabal. Il se moque de Raiden pour avoir conduit ses anciens alliés à la Mort, avant de les faire se déchaîner sur les deux Dieux.
Aux pieds du Temple Céleste, les Revenants Jackson "Jax" Briggs et Smoke disposent des cadavres de Moines Shaolin tandis que Johnny, Sonya et Kenshi tentent de les prendre en embuscade. Un portail s'ouvre derrière eux d'où Nightwolf émerge. Kenshi combat le Chaman Revenant, tandis que Johnny s'occupe de Smoke. Sonya tente de combattre Jax, mais il la domine et Johnny est obligé d'intervenir. Après avoir battu les Revenants, les trois Kombattants de la Terre se rendent au portail.
Quan Chi et ses trois Revenants gagnent lentement mais sûrement du terrain, repoussant Raiden et Fujin. Une fois qu'ils atteignent les portes de la Chambre du Jinsei, Shinnok, le Dieu Ancien déchu de la Mort, de la Corruption et des Ténèbres, fait son apparition, utilisant son Amulette pour repousser les deux Dieux jusqu'à l'intérieur de la Chambre, avant de tenter de les y piéger. L'intervention de Johnny empêche cela. Shinnok frappe Kenshi avec son Amulette et bloque un barrage de mitrailleuses de Sonya avant que Johnny et elle ne se retrouvent face à face avec le Dieu Ancien déchu. Il les bat sans effort tous les deux et tente de tuer Sonya avec sa magie. Johnny plonge devant le sortilège de Shinnok, son corps rayonnant d'une énergie verte qui rend la magie de Shinnok inutile. Johnny n'était pas au courant de ce pouvoir, mais il martèle physiquement le Dieu Ancien déchu avant de lancer son Amulette à Raiden, qui l'y emprisonne à l'intérieur. Raiden dit à Johnny de rester avec Sonya dans la Chambre du Jinsei, afin qu'elle puisse y guérir plus rapidement, et Johnny se réjouit que Sonya l'ait appelé par son prénom pour la première fois depuis qu'ils se connaissaient.
Vingt-cinq ans plus tard, Johnny raconte cette histoire à une nouvelle équipe de Kombattants de la Terre composée de sa fille, le Sergent Cassandra "Cassie" Cage, de l'"experte spéciale" Jacqueline "Jacqui" Briggs, de Takeda Takahashi et de Kung Jin. Johnny remarque que l'énergie verte qu'il avait émise était quelque chose de génétique et Kung Jin demanda pourquoi Cassie n'a jamais développé la même capacité. Johnny prévient ensuite l'équipe de sa prochaine mission : il y a des tensions entre la Terre et l'Outre-Monde, et le Grand Maître des Lin Kuei, Sub-Zero, ne donne plus de nouvelles, et ils ont besoin de savoir ce qui se passe et de le récupérer de force si cela devait s'avérer nécessaire. Juste avant le début de la mission, ils discutent de la situation turbulente dans laquelle se trouvait l'Outre-Monde. Malgré les Accords de Reiko qui constituent un pacte de non-agression entre les deux Royaumes, le nouvel Empereur de l'Outre-Monde, Ko'atal, fait face à une guerre civile. Et si les Rebelles gagnaient, ils provoqueraient une nouvelle guerre contre la Terre.

### Chapitre 2 - Ko'atal
Dans l'Outre-Monde, alors que Ko'atal chevauchait les rues de Z'Unkahrah avec D’Vorah, sa Première Ministre, et Kano, ce dernier se dit prêt à vendre l'emplacement des Rebelles et de leur chef, Mileena, en échange de beaucoup d'or. Alors que Ko'atal et Kano se disputent le prix, D'Vorah s'en va aider Erron Black et Ermac à dégager un chargement qui bloquerait leur convoie. Pendant ce temps, Mileena est sur un toit avec ses lieutenants, Tanya et Rain, où ils discutent de leur plan pour tendre une embuscade à Ko'atal et l'assassiner. Dans le convoie, Kano attaque Ko'atal, révélant que Mileena l'a déjà grassement payé pour l'éliminer. Ko'atal s'échappe de la voiture et bat Kano, mais est rapidement arrêté par Tanya. Elle aurait libéré Mileena car, cette dernière lui aurait promis la restauration d'Édenia, ce que Ko'atal aurait apparemment refusé. Ko'atal défait Tanya et tente d'en faire de même avec Mileena. Rain le piège alors dans une bulle d'eau, mais le pouvoir de Ko'atal la détruit. Ko'atal défait Rain et Erron Black tente de l'achever, mais Mileena utilise son arme secrète, l'amulette de Shinnok, et son énergie sombre réduit les partisans de Ko'atal en cendres. Ko'atal parvient à se défendre et à vaincre Mileena, mais Rain s'enfuit avec elle.

### Chapitre 3 - Sub-Zero
Sub-Zero est assis à l'extérieur et médite paisiblement au Temple des Lin Kuei, où il est informé que l'équipe de Cassie est arrivée. Il autorise à ses hommes à les laisser entrer. À cause du comportement imprudent et provocateur de King Jin, Cassie et son équipe sont contraints d'affronter les Lin Kuei, qui leur avaient de toute manière tendu une embuscade. Un par un, Sub-Zero Kombat l'équipe, demandant à Cassie ce que sa mère penserait de ses talents de meneuse ou à Takeda pourquoi ses compétences télépathiques se révélaient inefficaces. Il parle avec Jacqui de son père et de leur sombre histoire commune et réprimande Kung Jin pour son orgueil et son indiscipline. Lorsque les quatre jeunes Kombattants sont maîtrisés, Sub-Zero révèle la vérité : Johnny et Sub-Zero avaient manigancé cela comme un exercice d'entraînement. Il leur dit qu'ils sont prometteurs, mais qu'ils ont besoin de travailler en équipe.
Cage reçoit un message de sa mère, Sonya, devenue Générale. Des réfugiés de l'Outre-Monde affluraient par centaines. Leur chef, Li Mei, discute avec Sonya et Raiden. Elle leur parle de la destruction de son village et de l'Amulette de Shinnok qu'utiliserait Mileena. Raiden s'en va pour vérifier si l'Amulette utilisée par Mileena est authentique, tandis que Li Mei fait remarquer que Johnny lui rappelait Kano à cause de son humour. Sonya et Kenshi s'en vont alors le chercher parmi les autres réfugiés, tandis que l'équipe de Cassie est chargée de se rendre dans l'Outre-Monde.

### Chapitre 4 - Kung Jin
Kung Jin et Cassie se disputent alors que leur équipe traverse une galerie marchande. Ils sont interrompus par Erron Black, qui demande à connaître la raison de leur présence dans l'Outre-Monde. Kung Jin tente de négocier avec le mercenaire mais s'arrête lorsqu'il remarque qu'un homme s'apprête à être exécuté pour avoir volé du pain. Kung Jin se fâche, va intervenir. pour le sauver, puis vainc Erron Black. L’équipe s’associe alors lorsque Ferra et Torr attaquent, Kung Jin portant aux symbiotes le coup final. D'Vorah arrive avec plus de forces et réprime le groupe, mais décide d'honorer les accords de Reiko et de consulter Ko'atal.
L’équipe n’a pas perdu de temps pour critiquer le comportement impétueux de Kung Jin, et il leur raconte qu'à une époque, il y a plusieurs années, il avait fait irruption dans le Temple Céleste de Raiden pour voler une statuette offerte à Raiden par sa famille. Irrité par l'incapacité de Raiden à empêcher son cousin Kung Lao de mourir aux mains de Shao Kahn, Kung Jin se bat contre le Dieu de la Foudre, qui lui permet la victoire, espérant que cela dissipera sa colère. Raiden encourage Kung Jin à rejoindre l'Académie Wu Shi, ce que le jeune homme acceptera malgré son homosexualité.
De retour dans le présent, Ko'atal juge les jeunes Kombattants de la Terre. Il accepte l'histoire des réfugiés de Li Mei, mais s'énerve quand on lui révèle que c'est l'Amulette de Shinnok que Mileena utilise. Ko'atal les accuse, à tort, d'être des espions de Mileena, mais Kung Jin exige un Kombat afin défendre son équipe et défait Ko'atal qui révoque ses accusations. Et lorsque Ko'atal supplie Kung Jin de l'achever, le jeune Shaolin préfère demander l'aide de l'Empereur pour vaincre Mileena.

### Chapitre 5 - Sonya Blade
Sonya est à la recherche de Kano quand Raiden lui confirme que l'Amulette de Shinnok a bien été volée. Elle parle avec Johnny et se querelle avec lui. Johnny lui reproche alors de se préoccuper davantage de son travail que de sa famille.
Il y a vingt ans, Johnny et Sonya enquêtaient dans la Forteresse de Quan Chi. Après avoir découvert un dispositif magique, Johnny et Sonya sont confrontés au sorcier, ainsi qu’à Scorpion, Sub-Zero et Jax. Sonya défait Scorpion et Sub-Zero, mais Johnny est poignardé dans le dos par Jax. Alors qu'il est mortellement blessé, un Revenant à l'image de Johnny commence à émerger du dispositif magique. Sonya bat Jax et tente d'encourager Johnny à s'accrocher. Raiden apparaît et tente d'inverser le sort. Il réussit jusqu'à l'intervention de Quan Chi. Sonya bat le sorcier jusque'à l'inconscience, ce qui permet à Raiden non seulement d'inverser le sort sur Johnny, mais également de faire restaurer les âmes des trois autres Revenants. Tout en guérissant Johnny, Raiden espère que, si les autres Revenants étaient retrouvés, il pourrait inverser la magie de Quan Chi de la même façon, en restaurant leurs âmes.
De retour au présent, Li Mei, Sonya et Kenshi sont à la recherche de Kano. Ils le trouvent et Kano propose ses informations au sujet de Mileena et de l'Amulette de Shinnok en échange de sa liberté. Lorsque Sonya refuse, Kano menace Cassie, obligeant la Générale à le Kombattre. Sonya tente ensuite de tuer Kano, mais est retenue par Johnny. Kano donne l'emplacement des Rebelles de Mileena et de l'amulette qu'elle transmet à Cassie.

### Chapitre 6 - D'Vorah
Cassie informe Ko'atal que les rebelles sont basés dans la Jungle Kuatane. D'Vorah suggère de récupérer l'Amulette de Shinnok pendant qu'une armée attaquerait Mileena pour la distraire. Cassie insiste pour accompagner D'Vorah, avec l'accord de Ko'atal
Dans un flash-back, D'Vorah discute du règne "troublé" de Kahnum Mileena avec Ko'atal et Reptile. Bien qu'elle ne soit pas satisfaite du règne de Mileena, elle n'est pas certaine que Ko'atal puisse la renverser, et encore moins gouverner mieux qu'elle. Leur conversation est interrompue par Mileena, qui réclame leur exécution, uniquement pour que Reptile souligne qu'en tant que clone de la Princesse Kitana issue des Mines de Chair de Shang Tsung, Mileena n'était pas digne de succéder à Shao Kahn. Mileena ordonne à ses forces d'attaquer, mais Ermac refuse et l'attaque. Baraka attaque D'Vorah, mais cette dernière parvient finalement à le tuer. Mileena est condamnée à l'emprisonnement, tandis qu'Ermac, Reptile et D'Vorah s'inclinent devant leur nouvel Empereur, Kotal Kahn.
De retour dans le présent, D'Vorah et Cassie se faufilent dans le camp pour Kombattre Rain et Tanya. D'Vorah s'apprête à achever les deux Édeniens, mais Cassie insiste pour qu'elle les épargne. Mileena arrive alors et D'Vorah la défait et la capture. Ko'atal condamne Mileena à être achevée par D'Vorah, puis kidnappe Cassie et son équipe dans le cadre de négociations prochaines avec Raiden, déclarant qu'il préférait assurer lui-même la protection de l'Amulette de Shinnok et que les Accords de Reiko ne le concernait déjà plus.
Dans un moment calme, D'Vorah contacte Quan Chi, où il est révélé qu'elle était secrètement membre de sa Confrérie de l'Ombre. Elle reçoit alors l'ordre de voler l'Amulette de Shinnok, ce qu'elle parvient à accomplir sans aucune difficulté, et de l'amener à Quan Chi.

### Chapitre 7 - Takeda Takahashi
Sonya et Johnny rendent visite à Jax chez lui. Après une brève discussion sur le passé de Jacqui et de Jax, Sonya demande à Jax de partir en mission dans le Nether, au moment où Quan Chi a refait surface. De retour dans l'Oute-Monde, Cassie et Kung Jin discutent des normes impossibles qu'ils doivent respecter en tant que successeurs de Johnny, Sonya, Liu Kang et Kung Lao, tandis que Takeda et Jacqui bavardent au sujet de leurs relations passées avec leurs pères respectifs, Kenshi et Jax. Takeda établit un plan pendant qu'un gardien vient leur apporter de la nourriture, et submerge ses sens par télépathie lorsqu'il se trouve devant sa cellule.
Dans un flashback d'il y a cinq ans, Takeda termine son entraînement auprès Hanzo Hasashi, l'ancien Scorpion, redevenu Grand Maître des Shirai Ryu. Après l'avoir battu, il retrouve son père, Kenshi, à qui il reproche de ne pas l'avoir abandonné et ignoré après la mort de sa mère, Suchin. Hanzo explique que sa mère a été assassinée par des assassins du Dragon Rouge et que Kenshi avait confié Takeda aux Shirai Ryu pour le protéger. Kenshi montre ensuite à Takeda l'étendue des pouvoirs télépathiques du Clan Takahashi et promet en semble, ils pourraient traduite le Dragon Rouge en justice.
Reptile, Erron Black et Ermac examinent les gardes que D'Vorah avait tués pour voler l'Amulette de Shinnok et Reptile repère l'équipe de Cassie. Takeda se bat contre Reptile et Erron Black, mais ses sens sont submergés par les multiples âmes scellées dans le corps d'Ermac. Mais il l'emporte et les jeunes Kombattants de la Terre part à la poursuite de D'Vorah.
En découvrant que l'équipe de Cassie s'était libérée trop peu de temps après que la trahison de D'Vorah, Ko'atal en vient à croire que D'Vorah travaillait pour Raiden. Ko'atal ordonne à ses Kombattants de préparer leurs légions pour attaquer la Terre. Pendant ce temps, l'équipe de Cassie suit D'Vorah jusqu'à la Mer de Sang, où Jax informe qu'il existe un portail vers le Nether.

### Chapitre 8 - Jax
Jax est dans le Nether avec Kenshi et Sareena, qui informe les Forces Spéciales que n'ayant plus Shinnok comme source d'énergie depuis aussi longtemps, Quan Chi est devenu si faible qu'il ne pouvait même utiliser sa magie pour se téléreporter. Kenshi organise une embuscade pour capturer Quan Chi et ses Revenants. Sindel et Stryker projètent des tirs de couverture pendant que Kabal charge vers les Forces Spéciales, mais Kenshi les force à faire demi-tour. Liu Kang et Kung Lao tentent de forcer le blocus avec Quan Chi, mais Jax les stoppe. Kung Lao le bloque et est vaincu. Jax poursuit après Quan Chi mais est bloqué par l'ancienne Reine Sindel, qui tente de le faire tomber d'une falaise.
Sareena se bat contre l'ancienne Princesse Kitana, où elle tente de l'aider à surmonter la magie de Quan Chi. Après que Jax ait vaincu Sindel et soit intervenu pour aider Sareena contre Kitana, Stryker, Nightwolf et Kabal se retirent, tandis que Jax part poursuivre Quan Chi. Il défait Liu Kang, et en profite pour assommer Quan Chi pour le ramener sur Terre et le traduire en justice devant Sonya et Johnny.

### Chapitre 9 - Scorpion
Sonya a Quan Chi en garde à vue et rappelle l'équipe de Cassie. Cachés, Hanzo Hasashi et les Shirai Ryu sont prêts à tendre une embuscade, mais Hanzo interdit explicitement à ses hommes de tuer. Hanzo se présente et demande à Sonya que Quan Chi lui soit livré pour l'achever lui-même. Sonya refuse, affirmant que Raiden a besoin de lui en vie pour annuler la magie qui avaient transformé les anciens Kombattants de la Terre en Revenants. Hanzo ordonne aux Shirai Ryu d'attaquer les Forces Spéciales, et il soumet personnellement Sonya, Kenshi et Johnny.
Alors qu'il s'apprête à tuer Quan Chi, Hanzo se souvient d'une rencontre avec Sub-Zero, officialisant la paix entre les Shirai Ryu et les Lin Kuei. Sub-Zero, malgré une attaque de Frost, sa disciple, souhaite dire la vérité sur le Passé entre leurs deux Clans. Sub-Zero montre à Hanzo des souvenirs récupérés sur la tête de Sektor, où Quan Chi révèle qu'il avait personnellement organisé le massacre des Shirai Ryu dans le cadre d'une alliance avec les Lin Kuei. Pour cela, Hanzo décrète que Quan Chi doit mourir. Alors que Hanzo est sur le point de tuer Quan Chi, D'Vorah apparaît avec l'Amulette de Shinnok et la jette à Quan Chi. Ce dernier à achever le sortilège nécessaire pour libérer Shinnok de son Amulette, au moment où Hanzo le décapite. Maintenant libéré, Shinnok soumet Hanzo, Sonya et Kenshi, et demande à D'Vorah d'emmener Johnny avec lui pour qu'il ne soit pas laissé libre d'intervenir. Liu Kang, Kung Lao, Kitana, Sindel et Smoke arrivent pour montrer leur allégeance à Shinnok qui décide de reprendre là où il en était il y a 25 ans, dans son plan de corruption le Jinsei de la Terre.

### Chapitre 10 - Raiden
Raiden s'assoit avec Bo' Rai Cho après avoir découvert que l'Amulette de Shinnok avait été auparavant volée et remplacée par une copie créée par Kano, et discute de son désir de restaurer les âmes des Revenants, plus particulièrement Liu Kang et Kung Lao. Raiden se retire dans la Chambre du Jinsei afin de restaurer ses forces, et il se souvient des événements survenus durant le Tournoi de Mortal Kombat qui s'était tenu dans l'Outre-Monde 25 ans plus tôt, lorsqu'il s'était parti avec Liu Kang et Kung Lao pour sauver leurs Maîtres Shaolin. Raiden se bat avec Baraka puis D'Vorah pour les sauver, avant de retourner au Tournoi.
De retour dans le présent, Raiden se réveille pour apercevoir Bo 'Rai Cho se faire attaquer et torturer par Shinnok. Shinnok demande aux Revenants de ne pas tuer Raiden, car il souhaite que le Dieu de la Foudre soit vivant pour le voir corrompre le Jinsei. Raiden confronte les Revenants un à un, mais est gravement blessé. Il tente toujours d'arrêter Shinnok, mais ce dernier le paralyse, l'obligeant ainsi à être témoin de la corruption du Jinsei. Shinnok entre dans la source du Jinsei pour s'abreuver de son pouvoir, ce qui le transforme en montre. Au temple de Lin Kuei et au camp de réfugiés, Sub-Zero et les Forces Spéciales sont témoins de la corruption du Pouvoir de la Terre. Raiden, quant à lui, prie pour que ses alliés parviennent à le battre malgré tout.

### Chapitre 11 - Jacqui Briggs
L’équipe de Cassie se rend au Temple Céleste, mais la corruption du Jinsei oblige Jacqui à faire s'écraser leur avion. En se dirigeant à pied vers le Temple, Takeda et Jacqui flirtent légèrement, mais sont arrêtés par Ko'atal et ses forces. Jacqui organise une retraite tactique et une embuscade, écrasant Reptile après que ce dernier ait blessé Takeda aux yeux. Elle est poursuivie par Ermac, mais elle l'attaque et le défait. Elle se déplace pour aider Takeda mais est arrêtée par Ferra et Torr. Après avoir vaincu les deux symbiotes, elle tente de raisonner Ko'atal, qui préfère capturer l'équipe de Cassie afin de gagner du temps pour renforcer les défenses de l'Outre-Monde. Jacqui l'affronte ensuite pour empêcher que cela ne se produise. Le reste des hordes de Ko'atal entoure l'équipe, mais Sub-Zero et les Lin Kuei arrivent pour s'occuper d'eux tandis que l'équipe se dirige vers le Temple Céleste.

### Chapitre 12 - Cassie Cage
L'équipe de Cassie se faufile jusqu'au Temple Céleste pendant que Smoke, Liu Kang et Kung Lao tentent de trouver un moyen d'accéder aux Cieux pour y trouver les Dieux Anciens et les tuer. L'équipe attaque et Cassie bat Sindel, mais Kitana blesse Jacqui et Takeda. Cassie bat Kitana, et Jacqui et Takeda, malgré leurs blessures restent pour retenir les Revenants restants pendant que Cassie et Kung Jin se rendent dans la Chambre du Jinsei. Cassie part immédiatement pour aider son père, qui est lentement dévoré par les larves de D'Vorah. Après que Cassie ait battu D'Vorah, Shinnok émerge du Jinsei pour achever Johnny, mais Cassie s'entoure d'énergie verte et dévie l'attaque. Elle bat ensuite Shinnok.
Cassie et Kung Jin placent Raiden dans la source du Jinsei pour le purifier, privant Shinnok de toute son énergie et le ramenant à son état normale. Après avoir vu le Pouvoir de la Terre revenir à la normale, Liu Kang et les autres Revenants repartent vers le Nether, laissant Jacqui et Takeda s'occuper de leurs blessures. Sonya et son équipe arrivent pour capturer Shinnok et D'Vorah, ainsi que pour fournir à Johnny des soins médicaux.

### Épilogue
Dans le Nether, Raiden, maintenant sous une forme sombre et corrompue, déclare à Liu Kang et Kitana, devenus les nouveaux Empereur et Impératrice du Nether, que la Terre et ses Kombattants qu'ils avaient toujours traité leurs ennemis avec miséricorde après les avoir vaincus, sans jamais exiger de récompense ou de réparation, pour n'avoir reçu, finalement, que conspirations et violence gratuite. Raiden avertit les Revenants qu'il ne se contenterait plus seulement de défendre la Terre, mais traquerait et détruirait tous ceux qui le menacent, sans la moindre pitié. Comme symbole de son courroux, il leur montre la tête décapitée, mais toujours vivante, de Shinnok, et le jette par terre, disant que même si, en tant que Dieu Ancien, Shinnok ne pourrait jamais être tué, "Il y a des destins pires que la Mort.", avant de se téléporter.

## Personnages
Les nouveaux personnages sont listés en caractères gras :
| Personnages de base                                                        | Personnages de base                                       | Personnages de base                                            | Personnages de base                                              | Kombat Pack n°1                              | Kombat Pack n°2                               | Bonus de Précommande |
| -------------------------------------------------------------------------- | --------------------------------------------------------- | -------------------------------------------------------------- | ---------------------------------------------------------------- | -------------------------------------------- | --------------------------------------------- | -------------------- |
| - Cassie Cage - D'Vorah - Ermac - Erron Black - Ferra/Torr - Jacqui Briggs | - Jax - Johnny Cage - Kano - Kenshi - Kitana - Kotal Kahn | - Kung Jin - Kung Lao - Liu Kang - Mileena - Quan Chi - Raiden | - Reptile - Scorpion - Shinnok - Sonya Blade - Sub-Zero - Takeda | - Jason Voorhees - Predator - Tanya - Tremor | - Alien - Bo' Rai Cho - Leatherface - Triborg | - Goro               |

## Système de jeu
Le jeu succède à Mortal Kombat sorti en 2011 et reste sur un plan en graphisme 2D.
Chaque personnage possède ses propres variations, que le joueur choisit avant le Kombat. Ces variations retirent ou rajoutent des coups spéciaux particuliers au personnage, qui permettent à celui-ci d'être joué différemment. Une autre nouveauté est la présence d'un bouton pour courir (comme dans Ultimate Mortal Kombat 3) qui permet de continuer un enchaînement sur la longueur. 
Concernant le jeu en ligne, le jeu propose de rejoindre 5 factions célèbres dans l'univers de Mortal Kombat : Lin Kuei, White Lotus, Black Dragon, Special Forces et Brotherhood of Shadows. Chaque Kombat ou chaque défi réalisé durant celui-ci permet de faire gagner des points à sa faction. Il y a ensuite un classement à la fin de la semaine. Il peut aussi y avoir des invasions de certaines factions maléfiques, comme le NetherRealm et son armée de démons. Il est possible de quitter sa faction pour en rejoindre une autre, mais cette action entraîne des pénalités.
Le jeu propose également plusieurs mises à morts en fin de match. On retrouve les célèbres Fatality (2 par personnage), mais aussi les Brutality (5 à 6 par personnage). Celles-ci ont changé depuis Ultimate Mortal Kombat 3, puisque ici il s'agit de remplir plusieurs conditions durant le match avant de lancer un coup spécial à la fin de celui-ci. Ainsi, les propriétés du coup seront modifiées et il tuera automatiquement l'adversaire. On peut également utiliser des Faction Kill, des mises à mort propres aux particularités de la faction choisie.
Une nouvelle fatalité est apparue dans le jeu, Quitality, qui s'active automatiquement visant à punir le joueur qui quittera en plein Kombat durant une partie. La tête de son personnage explose et donnera au joueur fautif une défaite en guise de pénalité.

## Développement
Le jeu est officiellement dévoilé le 2 juin 2014. 
Le jeu est commercialisé le 14 avril 2015 sur PlayStation 4 et Xbox One, mais retardé sur PlayStation 3 et Xbox 360. À sa sortie, le jeu essuie de nombreuses critiques concernant la stabilité toute relative du jeu et de sa composante multijoueur en ligne. Plusieurs patchs sortent dans un intervalle relativement court. Cependant, aucun de ces patchs ne semble régler la situation assez catastrophique, et, pire, l'un de ces patchs, mis en place le 5 mai 2015 et pesant 15Go, était censé régler la plupart des problèmes rencontrés par les joueurs, c'est cependant l'inverse qui se produit en provoquant un bug plutôt gênant : la suppression des sauvegardes. Cette erreur coûte à beaucoup de joueurs de perdre tout le contenu débloqué jusqu'alors et vaut au studio une vague de critiques émanant d'un peu partout sur la toile. Le patch a depuis été retiré et une série de hotfix censés rattraper l'erreur sont en développement.
Fin août 2015, Warner Bros. Interactive Entertainment annule la sortie des versions PlayStation 3 et Xbox 360.

## Mortal Kombat XL
Le 20 janvier 2016, NetherRealm Studios annonce Mortal Kombat XL, une édition incluant tous les contenus additionnels sorti jusqu'ici. L'édition est sortie le 1er mars sur Xbox One et PlayStation 4 en Amérique du Nord, et le 4 mars en Europe, mais reportée au 4 octobre 2016 sur Microsoft Windows.

## Doublage
Mortal Kombat X bénéficie d'un doublage français quasi complet (quelques répliques emblématiques de la série restent en anglais, par exemple les fameux "Finish him/her" du narrateur ou "Get over here" de Scorpion).

## Accueil
En avril 2019, Ed Boon, l'un des créateurs du jeu, annonce que Mortal Kombat X a été le plus gros succès de la série puisqu'il a été vendu à plus de 11 millions d'exemplaires dans le monde.

## Suite
Lors des Game Awards 2018, le 6 décembre 2018, Mortal Kombat 11 est annoncé via un teaser où Raiden et Scorpion sont mis en avant dans un Kombat violent qui a lieu dans une nouvelle version d’un stage du premier jeu.